# 驾岭乡
驾岭乡，曾是中华人民共和国山西省晋城市阳城县下辖的一个乡镇级行政单位。2021年5月6日，撤销驾岭乡，整建制并入河北镇。

## 行政区划
驾岭乡下辖以下地区：
吉德村、二里村、三泉村、雪圪坨村、暖占村、白庙村、护驾村、观坪村、蛇凹村、南峪村、园河村、柏朵村、西凹村、红坦腰村、南下庄村、瓦屋村、封头村、彦掌村、神南村、观腰村和驾岭村。